# Fürge Ujjak
A Fürge Ujjak Budapesten 1957 óta kéthavonta megjelenő kézimunkalap, amely horgolási és kötési mintákat közöl és háztartási tanácsokat ad.
Jelenleg a Geomedia Kiadói Zrt. adja ki.
52 év után a magazin 2008. október 3-ától  új formában és új stílusban „Amelie” címen jelenik meg.